# Pseudozarba orthopetes
Pseudozarba orthopetes är en fjärilsart som beskrevs av Edward Meyrick 1897. Pseudozarba orthopetes ingår i släktet Pseudozarba och familjen nattflyn. Inga underarter finns listade.